# Ekaterina Shelehova
Ekaterina Shelehova (russisch Екатерина Шелехова, Transkription Jekaterina Schelechowa, wiss. Transliteration Ekaterina Šelechova; * 29. November 1995 in Kaliningrad) ist eine russische Opernsängerin.

## Leben und Wirken
Ekaterina Shelehova erhielt ab der frühen Kindheit Gesangsunterricht und sang auf einem Album mit russischen Kinderliedern. Nach der Übersiedelung ihrer Familie nach Kanada im Jahr 2002 lebte sie in Hamilton (Ontario). Während der Highschool-Zeit studierte sie am Royal Conservatory of Music in Toronto, wo sie die Meisterklassen von Jean MacPhail, Alexandra Pasko und David Varjabed absolvierte. Bei den Kiwanis-Wettbewerben belegte sie 2008, 2010 und 2012 den ersten Platz. Ab 2014 studierte sie am Conservatorio di Milano, wo sie ihren Bachelor- und Master-Abschluss in Opernaufführung abschloss. 2020 studierte sie in Mexiko Improvisation, erweiterte Gesangstechniken und Volksmusik.
Shelehova sang an kanadischen und italienischen Opernhäusern, so übernahm sie mehrere Rollen am Teatro Antonio Belloni in Barlassina und 2023 die Rolle der Gilda in Rigoletto am Teatro Alessandrino in Alessandria. Sie wurde durch ihren Auftritt bei Italia's Got Talent 2021 bekannt. Dieses Video wurde über 100 Millionen Mal angesehen. Sie ist außerdem Mitglied der französischen New-Age-Gruppe Era und hat mehrere Aufnahmen auf Streaming-Plattformen veröffentlicht. In Zusammenarbeit mit der iSing Opera Academy trat sie 2019 auf einer Tournee durch mehrere Städte in China auf.
2014 veröffentlichte sie unter dem Namen „Katya“ ihr Debütalbum Moonlight.

## Diskografie
- Katya: Moonlight (Marquis Classics; 2014)